# Пуршер
Пурше́р (фр. и окс. Pourchères) — коммуна во Франции, находится в регионе Рона — Альпы. Департамент коммуны — Ардеш. Входит в состав кантона Прива. Округ коммуны — Прива.
Код INSEE коммуны 07179.

## Население
Население коммуны на 2008 год составляло 133 человека.
| 1962 | 1968 | 1975 | 1982 | 1990 | 1999 | 2008 |
| ---- | ---- | ---- | ---- | ---- | ---- | ---- |
| 64   | 94   | 72   | 86   | 117  | 118  | 133  |

## Экономика
В 2007 году среди 92 человек в трудоспособном возрасте (15-64 лет) 69 были экономически активными, 23 — неактивными (показатель активности — 75,0 %, в 1999 году было 77,8 %). Из 69 активных работали 64 человека (34 мужчины и 30 женщин), безработных было 5 (3 мужчин и 2 женщины). Среди 23 неактивных 7 человек были учениками или студентами, 7 — пенсионерами, 9 были неактивными по другим причинам.